# مايكل مادسن
مايكل مادسن (بالإنجليزية: Michael Madsen) ممثل أمريكي من مواليد 25 سبتمبر 1957. شارك بالعديد من الأفلام ومع عظماء هوليوود مثل فلم دوني براسكو مع آل باتشينو وجوني ديب.

## مواقع خارجية
- مايكل مادسن على موقع IMDb (الإنجليزية)
- مايكل مادسن على موقع روتن توميتوز (الإنجليزية)
- مايكل مادسن على موقع ألو سيني (الفرنسية)
- مايكل مادسن على موقع ميوزك برينز (الإنجليزية)
- مايكل مادسن على موقع تيرنر كلاسيك موفيز (الإنجليزية)
- مايكل مادسن على موقع أول موفي (الإنجليزية)
- مايكل مادسن على موقع قاعدة بيانات الأفلام السويدية (السويدية)
- مايكل مادسن على موقع إن إن دي بي (الإنجليزية)
- مايكل مادسن على موقع قاعدة بيانات الفيلم (الإنجليزية)
- مايكل مادسن على موقع كينوبويسك (الروسية)